# Butianita
La butianita és un mineral de la classe dels sulfurs.

## Característiques
La butianita és un sulfur de fórmula química Ni₆SnS₂. Va ser aprovada com a espècie vàlida per l'Associació Mineralògica Internacional l'any 2016. Cristal·litza en el sistema tetragonal. És l'anàleg amb estany de la nuwaïta. Es compara amb el químicament similar UM1981-20-S:NiSbSnTe, un mineral encara sense anomenar. A excepció d'aquest darrer, no es coneix l'existència de cap altre sulfur de Ni-Sn (níquel i estany) que es pugui trobar de manera natural.

## Formació i jaciments
Va ser descoberta al meteorit Allende, un meteorit que va caure l'any 1969 a Pueblito de Allende, a l'estat de Chihuahua (Mèxic). Aquest meteorit és descrit sovint com "el meteorit millor estudiat de la història", el qual destaca per posseir grans i abundants inclusions riques en calci i alumini (CAI), les quals es troben entre els objectes més antics formats en el sistema solar.